# HJC Helmets
HJC Helmets ist eine Handelsmarke der Hong Jin-Crown Corp., Südkorea, einem Hersteller von Helmen sowohl für Motorräder als auch für den Motorrennsport. Das Unternehmen wurde 1971 gegründet.
Die Produktionsstätten befinden sich in Südkorea und Vietnam. Niederlassungen befinden sich in Deutschland, Frankreich, USA und Vietnam.

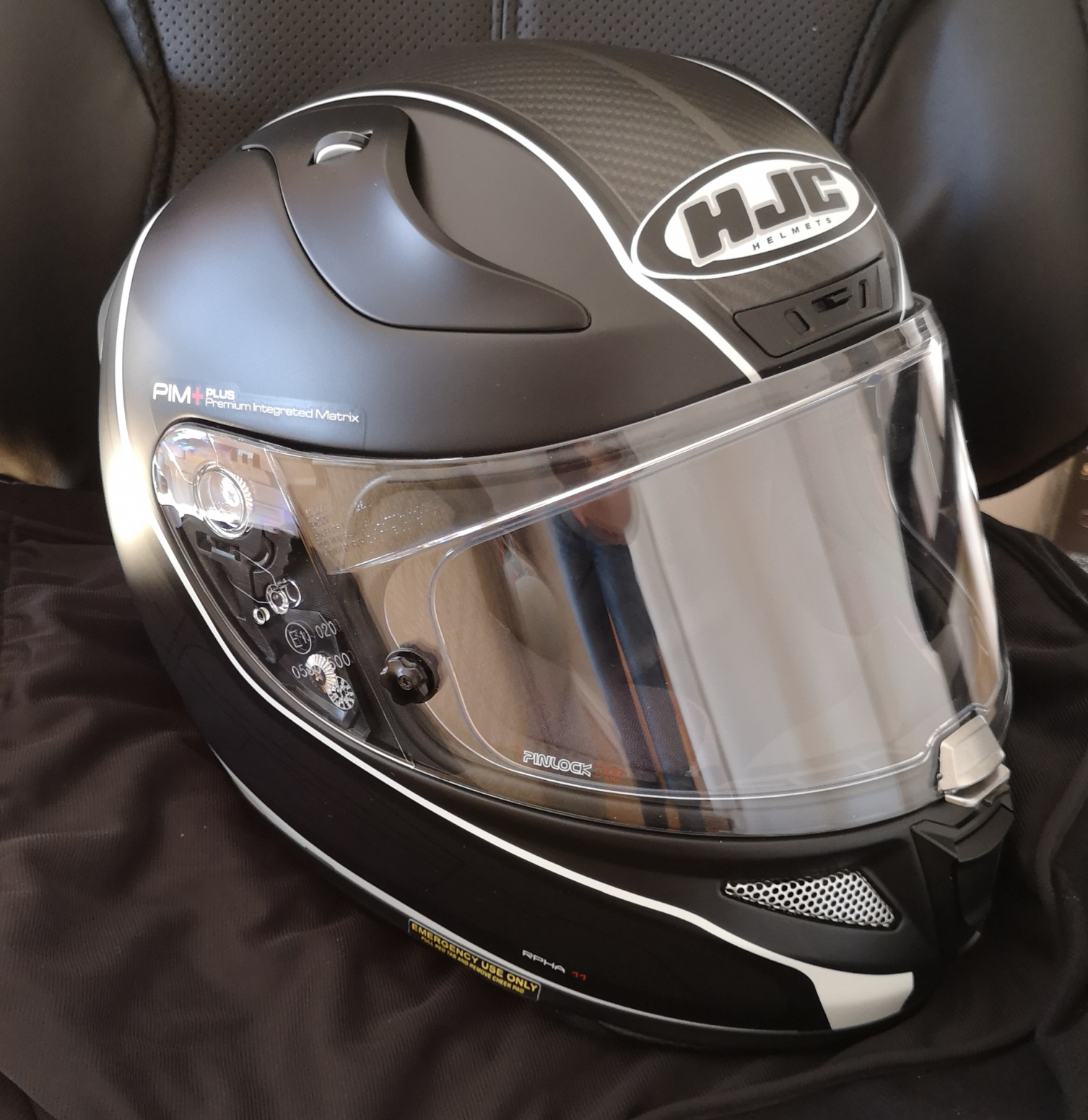
HJC RPHA 11
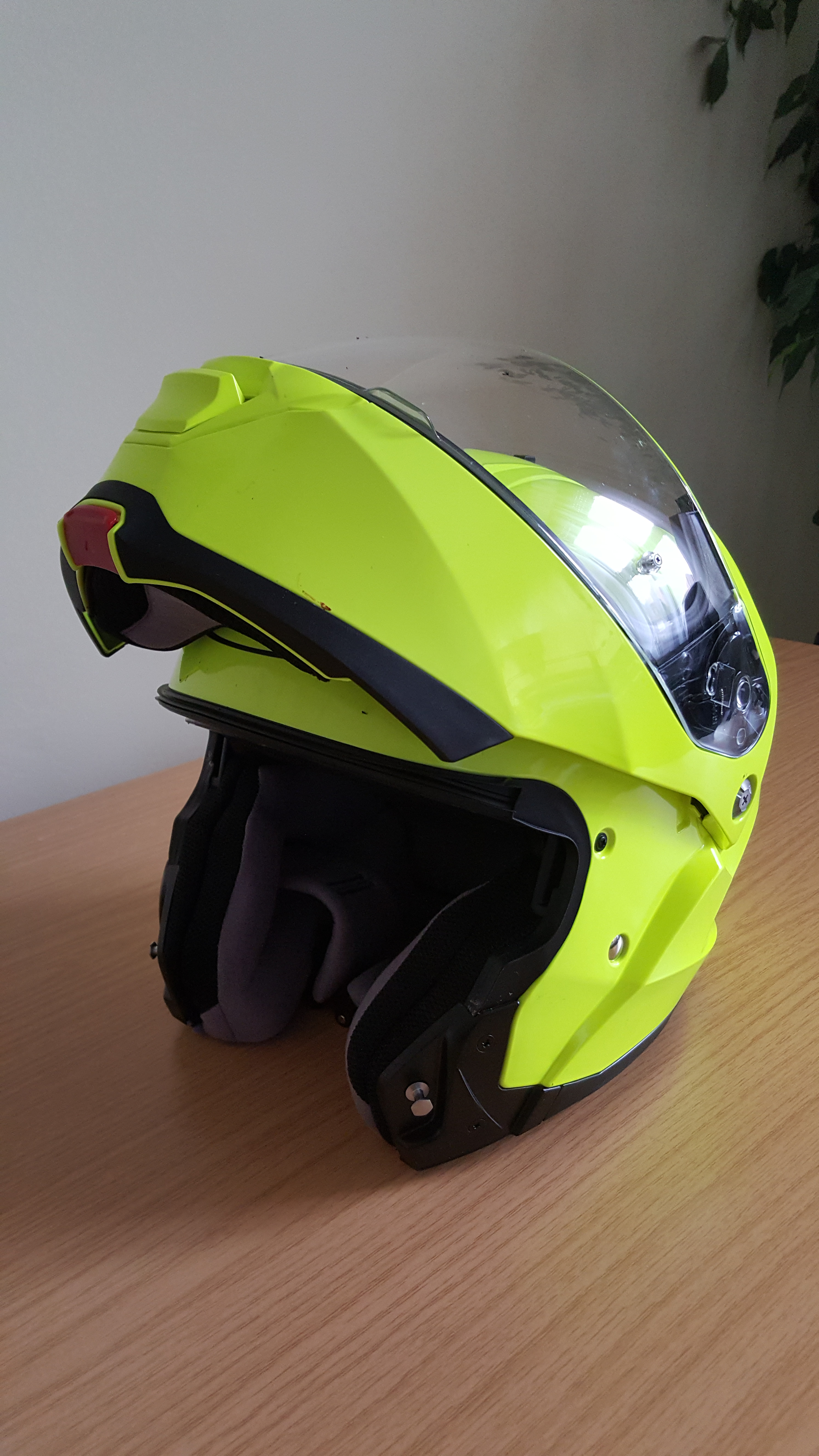
Klapphelm (HJC IS-Max 2, fluo green)